# Windows 3.x
Windows 3 is een oorspronkelijk 16 bit-besturingssysteem van Microsoft, maar werd later ook in 32 bitversies uitgebracht. Windows 3.0 was het logische vervolg op Windows 2.1/386 uit 1988. Met Windows 3.0 was de 640kB-geheugengrens die gold voor DOS geen beperking meer, en kon ook het extra geheugen gebruikt worden. Bovendien werd met Windows 3.11 de snelheidsverhogende 32 bits-access voor harde schijven geïntroduceerd.

## Windows 3.1
Vanaf Windows 3.1 kreeg Microsoft Windows grotere bekendheid. Dit is vooral te danken aan de tekstverwerker Word, en door de opkomst van multimedia en Internet. Als grafische schil werd Programmabeheer gebruikt en om bestanden te beheren was men aangewezen op het programma Bestandsbeheer.
Naast het spel mijnenveger, wat bij Windows 3.1 reversi uit Windows 3.0 verving, bevatte deze versie ook het kaartspel patience (solitaire). Dit was jarenlang het meest gespeelde computerspel. Windows 3.x had nog geen taakbalk, maar geluiden, bewegende beelden (multimedia) en gebruik van Internet waren al mogelijk vanaf versie 3.1. Bestandsnamen moesten nog steeds voldoen aan de DOS-bestandsnamen, waardoor deze maar 8 tekens lang konden zijn (plus 3 voor de extensie).

## Versies
Er bestaan verschillende sub-versies (16 bit):
- Windows 3.0 (1990)
- Windows 3.1 (1992)
- Windows for Workgroups 3.1
- Windows for Workgroups 3.11 (kortweg WfW 3.11 genoemd) (1994)
- Windows 3.2 (alleen in het Chinees)

Windows NT-versies (32 bit):
- Windows NT 3.1
- Windows NT 3.5
- Windows NT 3.51

## Systeemeisen
- Intel 80286 processor of beter
- 2 MB RAM
- 6,2 MB vrije hardeschijfruimte

## Calmira
Na de komst van Windows 95 zijn er programma's ontwikkeld die Windows 3.x er meer als Windows 95 uit lieten zien. Calmira is daarvan de bekendste. Het bevat een taakbalk, een start-knop met menu, een verkenner, etc. (Vanaf Windows 95 is dit het programma Explorer.exe). Van Calmira is in een later stadium de broncode openbaar gemaakt en onder GPL-licentie vrijgegeven. Op dat moment werd het programma al niet veel meer gebruikt.